# Korkfjella
Die Korkfjella (norwegisch für Korkgebirge) ist eine Gebirgsgruppe im ostantarktischen Königin-Maud-Land. Sie ist Teil der Smedfjella im Zentrum des Gebirges Sør Rondane und ragt zwischen der Gjelsida und dem Mefjell auf.
Wissenschaftler des Norwegischen Polarinstituts benannten sie 2017. Der weitere Benennungshintergrund ist nicht überliefert.